# ماري بوزكوفا
ماري بوزكوفا (مواليد 21 يوليو 1998) هي لاعبة تنس محترفة تشيكية، أعلى تصنيف لها في الفردي كان ال46 في أغسطس 2020.

## روابط خارجية
- ماري بوزكوفا على موقع رابطة محترفات التنس (الإنجليزية)
- ماري بوزكوفا على موقع الاتحاد الدولي لكرة المضرب (الإنجليزية)
- ماري بوزكوفا على موقع كأس بيلي جين كينغ (الإنجليزية)
- ماري بوزكوفا على موقع بطولة ويمبلدون (الإنجليزية)
- ماري بوزكوفا على موقع خلاصة التنس.كوم (الإنجليزية)